# West Florida

West Florida britanică, în 1767.

West Florida a fost o regiune pe țărmul nordic al Golfului Mexic, care a suferit mai multe schimbări ale granițelor sale, respectiv mai multe suveranități de-a lungul istoriei sale. Diferite parți ale suprafeței sale au fost deținute de Franța, Spania, Marea Britanie și Statele Unite, sub forma efemerei Republic of West Florida. În final, Statele Unite a preluat controlul total al întregii regiuni, care astăzi este divizată între statele Louisiana, Mississippi, Alabama și Florida (considerate de la vest la est).

## Controverse asupra posesiunii
În cadrul tratatului secret cunoscut ca Tratatul de la San Ildefonso din 1800, Spania a returnat Franței Colonia Louisiana, dar granițele acestei returnări nu fuseseră precizate. După ce Franța a vândut Louisiana Statelor Unite prin actul cunoscut ca Louisiana Purchase, în 1803, o altă dispută privind delimitările teritoriale a izbucnit.
Statele Unite au pretins ca suprafața de pământ aflată între Perdido River și Mississippi River, care fusese parte a vechii provincii a Louisianei în 1763, când Franța o cedase Spaniei. Spaniolii au susținut că acea porțiune fusese administrată ca o provincie a Floridei de Vest, West Florida, și că porțiunea respectivă nu fusese parte a teritoriului returnat Franței în 1800.

## O republică efemeră
Statele Unite și Spania au purtat negocieri lungi dar infructuoase în legătură cu statutul regiunii West Florida. Între timp, coloniști americani s-au stabilit pe acest teritoriu opunându-se guvernării spaniole. Coloniștii britanici care rămăseseră s-au opus de asemenea guvernării spaniole. În final, cele două grupuri de vorbitori ai englezei au ajuns să organizeze o rebeliune în anul 1810 soldată cu crearea, pentru exact 90 de zile, a unui stat independent nerecunoscut de nici o altă țară, Republic of West Florida.
Constituția Republicii West Florida a fost scrisă pe baza Constituției Statelor Unite ale Americii, iar guvernul, aidoma guvernului model al Uniunii, era divizat în trei ramuri, executivă, judiciară și legislativă. Legislatura statului consta în Senat și Camera Reprezentanților. Șeful executivului era numit guvernator, fiind ales de legislativ. Conform constituției, numele oficial al statului era "State of Florida", în română, Statul Florida..
Primul și unicul guvernator a fost Fulwar Skipwith, un fost diplomat american care a ajutat la negocierea tratatului Louisiana Purchase. În cuvântarea sa inaugurală, Skipwith a menționat posibilitatea anexării republicii la Statele Unite ale Americii:
| “ | ... oriunde vocea justiției și umanității pot fi auzite, declarația noastră și drepturile noastre vor fi respectate. Dar sângele care curge prin venele noastre, ca și afluenții care formează și mențin râul-mamă, încercuind patria noastră minunată, se vor întoarce, dacă nu vor fi împiedicate, la inima patriei noastre mamă. Geniul lui Washington, nemuritorul fondator al libertăților Americii, stimulând reîntoarcerea, se va încrâncena de soarta noastră de vom încerca să-i schimbăm cursul. | ” |

conform originalului
| “ | ... wherever the voice of justice and humanity can be heard, our declaration, and our just rights will be respected. But the blood which flows in our veins, like the tributary streams which form and sustain the father of rivers, encircling our delightful country, will return if not impeded, to the heart of our parent country. The genius of Washington, the immortal founder of the liberties of America, stimulates that return, and would frown upon our cause, should we attempt to change its course. | ” |

Reuben Kemper a condus o mică forță expediționară menită să cucerească localitatea Mobile de la spanioli, dar încercarea a fost nereușită. Marșul celor din West Florida conținea și versurile următoare
West Floriday, that lovely nation,
Free from king and tyranny,
Thru’ the world shall be respected,
For her true love of Liberty.

## Anexare

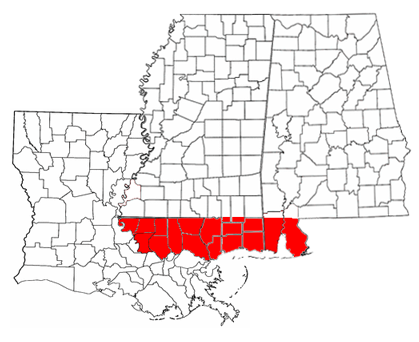
Întinderea fostei republici, comparată cu statele americane de azi, Louisiana, Mississippi și Alabama.

La 27 octombrie 1810, părți ale West Florida au fost anexate Statelor Unite prin proclamația președintelui american James Madison, care a pretins că regiunea intră sub incidența tratatului de achiziție a Louisianei. Inițial, Skipwith și guvernul entității se opuseseră proclamației, preferând negocierea unor termeni cu Uniunea.
William C.C. Claiborne, care fusese trimis personal de Madison pentru a prelua teritoriul în favoarea Statelor Unite, a refuzat clar legitimitatea guvernului Floridei de Vest.
Skipwith a declarat că este gata să moară „pentru apărarea drapelului cu o singură stea”. În cele din urmă, însă, Skipwith, împreună cu legislativul, au renunțat la această atitudine și au acceptat proclamația lui Madison.
Părțile din Florida de Vest aflate astăzi în statul Louisiana sunt denumite parohiile Florida. Muzeul de Istorie al Republicii Floridei de Vest se află în orașul Jackson. În 1993, Legislativul Statului Louisiana a redenumit șoseaua Interstate 12, aflată în întregime pe teritoriile parohiilor Florida în „Șoseaua Republicii Floridei de Vest”.
În 2002, Leila Lee Roberts, strănepoata lui Fulwar Skipwith, a donat copia originală a constituției Republicii Floridei de Vest și alte documente Arhivelor Statului Louisiana.

## Note

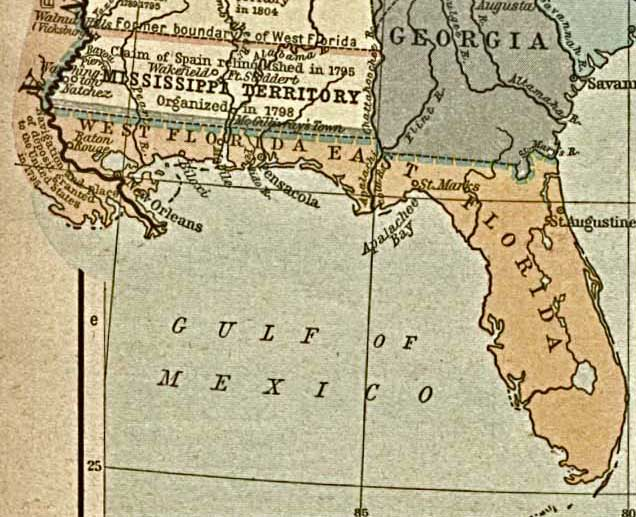
Florida spaniolă